# 剑锤虫
剑锤虫（学名：Xiphatractus xiphydrion）为核虫科剑锤虫属的动物。在中国，分布于南海等海域。